# Möckern (Rheinsberg)

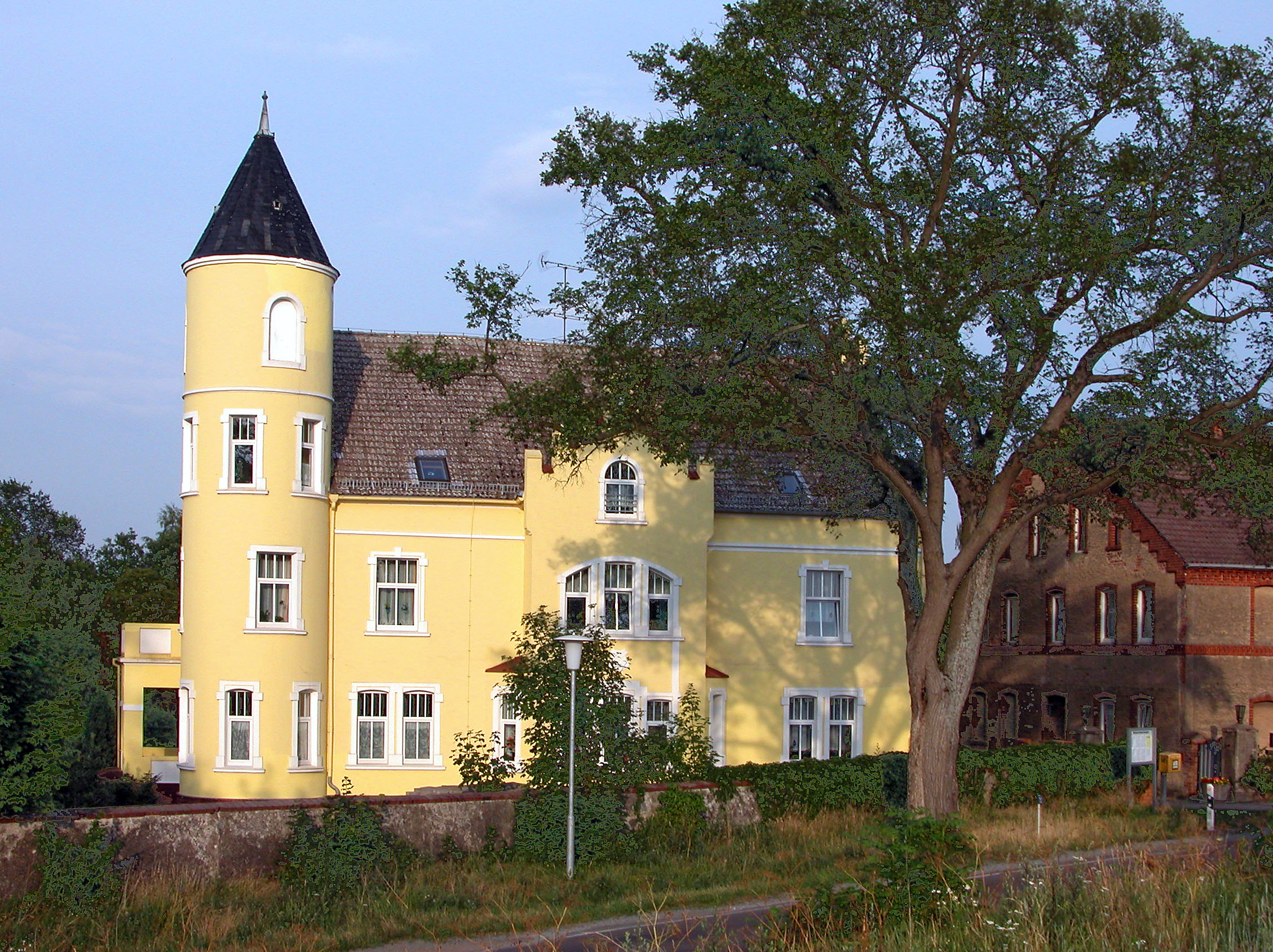
Gutshaus Möckern

Möckern ist ein bewohnter Gemeindeteil im Ortsteil Linow der Stadt Rheinsberg im Norden des Landkreises Ostprignitz-Ruppin im Norden Brandenburgs etwa einhundert Kilometer nordwestlich von Berlin. Möckern liegt an der Landesstraße L 15 zwischen dem Ortskern von Linow und Dorf Zechlin, etwa sieben Kilometer vom Ortskern Rheinsbergs entfernt. Ein weiterer Nachbarort ist Kagar. Der auf einer ehemaligen Bahntrasse verlaufende Radweg BB03 führt zwischen Linow und Kagar an Möckern vorbei.
Landschaftlich liegt Möckern im Rheinsberger Seengebiet und innerhalb des Naturparks Stechlin-Ruppiner Land. In der Nähe befinden sich der Kleine und der Große Linowsee, der Große Rheinsberger See, der Große Pätschsee und der Kagarsee.

## Geschichte
An der Stelle des heutigen Möckern lag im Mittelalter ein Dorf, das 1533 als wüste Feldmark bezeugt ist. 1590 wurde die Feldmark von der Schäferei des Vorwerks Linow genutzt. 1719 stand bereits ein Vorwerk des Amtes Rheinsberg. Seit 1853 besitzt es den Charakter eines Rittergutes mit einem weithin sichtbaren Gutshaus.
Der Ortsname ist verbunden mit dem Gut Möckern und wurde ursprünglich auch als Mäckern (Karten des Deutschen Reiches 1902–1948) und Macker (Schmettausches Kartenwerk 1767–1787) bezeichnet.
Das bis dahin eigenständige Dorf Möckern wurde 1928 mit der Gemeinde Linow vereinigt und gehört seit 2003 zur Stadt Rheinsberg.